# Distretto di Myślenice
Il distretto di Myślenice (in polacco powiat myślenicki) è un distretto polacco appartenente al voivodato della Piccola Polonia.

## Geografia antropica

### Suddivisioni amministrative
Il distretto comprende 9 comuni.
- Comuni urbano-rurali: Dobczyce, Myślenice, Sułkowice
- Comuni rurali: Lubień, Pcim, Raciechowice, Siepraw, Tokarnia, Wiśniowa